# Edouard Saouma
Edouard Victor Saouma (ur. 6 listopada 1926 w Bejrucie, zm. 1 grudnia 2012, tamże), libański agronom, od 1962 urzędnik Organizacji ds. Wyżywienia i Rolnictwa (FAO), minister rolnictwa Libanu od października do listopada 1970, dyrektor generalny FAO od 1976 do 1993.